# Tobol
Der Tobol (russisch Тобо́л; kasachisch Тобы́л Tobyl) ist ein 1591 Kilometer langer Zufluss des Irtysch im asiatischen Teil von Kasachstan und Russland.

## Flusslauf
Der Fluss entsteht an der Grenze des kasachischen Gebietes Qostanai und der russischen Oblast Orenburg am östlichen Abhang des Südlichen Urals aus den kleinen, etwa 30–40 km langen und periodisch austrocknenden Quellflüssen Bosbije von links und Kokpektyssai von rechts. Von dort aus fließt er nach Nordosten über das Turgai-Plateau. Nach sieben Talsperren und etwa 320 Kilometern erreicht der Tobol nahe der Stadt Rudny das Westsibirische Tiefland. Er fließt durch das kasachische Gebiet Qostanai und die russischen Oblaste Kurgan und Tjumen. Bei Tobolsk mündet er in den Irtysch.

## Einzugsgebiet
Das Einzugsgebiet des Tobols umfasst 426.000 km² (zum Vergleich: die Gesamtfläche Deutschlands beträgt 357.000 km²).

## Zuflüsse
Die wichtigsten Nebenflüsse des Tobol sind:
- Tawda
  - Pelym
  - Soswa
    - Loswa
- Tura
  - Pyschma
  - Niza
  - Tagil
- Isset
  - Miass
  - Tetscha
- Ubagan
- Ui

## Orte am Fluss
Am Tobol liegen in Kasachstan die Orte Ordschonikidse, Lissakowsk, Rudny, Qostanai und Satobolsk, in Russland Kurgan, Jalutorowsk, Jarkowo und Tobolsk.